# Verlans
Verlans é uma comuna francesa na região administrativa de Borgonha-Franco-Condado, no departamento de Alto Sona. Estende-se por uma área de 1,64 km². Em 2010 a comuna tinha 174 habitantes (densidade: 106,1 hab./km²).